# Headin' West
Headin' West é um filme de faroeste norte-americano de 1922, dirigido por William James Craft e estrelado por Hoot Gibson.